# Biburg
Biburg est une commune de Bavière (Allemagne), située dans l'arrondissement de Kelheim, dans le district de Basse-Bavière.
Il s'y trouve l'abbaye de Biburg.